# Bóg zemsty
Bóg zemsty (ang. Seeking Justice) – amerykański thriller sensacyjny z 2011 roku w reżyserii Rogera Donaldsona. 

## Fabuła
Will (Nicolas Cage) i Laura (January Jones) Gerard mieszkają w Nowym Orleanie. On jest nauczycielem, ona występuje w lokalnej orkiestrze symfonicznej. Pewnego dnia, gdy Will gra w szachy z kolegą z pracy, Laura zostaje napadnięta i zgwałcona. Napastnik zabiera jej naszyjnik, który dostała od Willa w rocznicę ślubu.
Odwiedzając żonę w szpitalu, Will poznaje Simona (Guy Pearce), który składa mu propozycję – zobowiązuje się on odnaleźć i zabić bandytę, który napadł Laurę. W zamian oczekuje ewentualnej pomocy w przyszłości. Will przystaje na propozycję. Wkrótce bandyta zostaje zamordowany, a Will odzyskuje naszyjnik. O całej sprawie nie mówi nic Laurze, która po wyjściu ze szpitala postanawia kupić broń.
Po sześciu miesiącach niespodziewanie odzywa się Simon. Prosi Willa o przysługę. Miałby on przyczynić się do śmierci pewnego pedofila. Początkowo Will się sprzeciwia, ale w końcu zgadza się. Wszystko przebiega jednak inaczej niż zakładano. Mężczyzna wprawdzie ginie, ale Will staje się głównym podejrzanym w sprawie jego śmierci. Wkrótce okazuje się, że rzekomy pedofil w rzeczywistości był dziennikarzem, rozpracowującym tajemniczą organizację, wymierzającą w swoisty sposób, na własną rękę, sprawiedliwość. Kiedy Will odkrywa przerażające fakty, chce zrobić wszystko, co możliwe, by uwolnić się od oskarżeń, ochronić Laurę i pozbyć się szantażującego go Simona.

## Obsada
- Nicolas Cage jako Will Gerard
- January Jones jako Laura Gerard
- Guy Pearce jako Simon/Eugene Cook
- Jennifer Carpenter jako Trudy
- Harold Perrineau jako Jimmy
- Xander Berkeley jako sierżant Durgan
- Cullen Moss jako Jones
- Marcus Lyle Brown jako detektyw Green